# Cláudio Heinrich
Cláudio Heinrich Meier (Río de Janeiro, 20 de noviembre de 1972) es un actor brasileño.

## Biografía
Comenzó su carrera en la televisión a los dieciséis años, como «paquito» en El show de Xuxa. Posteriormente, actuó en telenovelas de la Rede Globo, comenzando una carrera como actor como Malhação en 1996. En 2005, se trasladó a Rede Record, donde hizo Prueba de amor. Claudio también participó en películas infantiles y presentó el programa Globo Ecologia por un período de seis años.

## Televisión
- 2013: Pecado mortal, Paulo
- 2011: Vidas en juego, Elton Fontoura de Melo
- 2010: Bela, a Feia, Rodolfo

- 2009: Promessas de Amor, Danilo Mayer (Danilinho/Dan)
- 2008: Os Mutantes: Caminhos do Coração, Danilo Mayer (Danilinho/Dan)
- 2007: Caminos del corazón, Danilo Mayer (Danilinho/Dan)
- 2005: Prueba de amor, Rafael Avelar (Rafa)
- 2002: Corazón de estudiante, Baú (Gustavo)
- 2000: Uga-Uga, Tatuapú / Adriano Karabastos
- 1998: Era Uma Vez..., Fernando Reis (Filé)
- 1995-97: Malhação, Eduardo Siqueira Júnior (Dado)
- 1989-92: El show de Xuxa, «paquito»

## Cine
- 2004: Didi quiere ser niño, Felipe adulto
- 2003: Xuxa Abracadabra, príncipe
- 1999: Xuxa Requebra, Cláudio
- 1993: A Flor da Pele, Júnior
- 1991: Gaúcho Negro, João
- 1990: Sonho de Verão, uno de los alumnos de la escuela
- 1990: Luna de cristal, uno de los niños de la academia de música